# Alfred Lucking
Alfred Lucking (* 18. Dezember 1856 in Ingersoll, Provinz Kanada; † 1. Dezember 1929 in Detroit, Michigan) war ein britisch-amerikanischer Politiker. Zwischen Anfang 1903 und Ende 1905 vertrat er den Bundesstaat Michigan im US-Repräsentantenhaus.

## Werdegang
Im Jahr 1858 kam Alfred Lucking mit seinen Eltern in die Stadt Ypsilanti in Michigan, wo er die öffentlichen Schulen besuchte. Nach einem anschließenden Jurastudium an der University of Michigan in Ann Arbor und seiner im Jahr 1878 erfolgten Zulassung als Rechtsanwalt begann er in Jackson in seinem neuen Beruf zu arbeiten. Im Jahr 1880 verlegte er seine Kanzlei und seinen Wohnsitz nach Detroit. Politisch wurde er Mitglied der Demokratischen Partei. Zwischen 1900 und 1924 war er mehrfach Vorsitzender auf deren regionalen Parteitagen in Michigan.
Bei den Kongresswahlen des Jahres 1902 wurde Lucking im ersten Wahlbezirk von Michigan in das US-Repräsentantenhaus in Washington, D.C. gewählt, wo er am 4. März 1903 die Nachfolge von John Blaisdell Corliss antrat. Da er bei den Wahlen des Jahres 1904 dem Republikaner Edwin Denby unterlag, konnte er bis zum 3. März 1905 nur eine Legislaturperiode im Kongress absolvieren. 1912 kandidierte Lucking erfolglos für den US-Senat. Von 1914 bis 1923 arbeitete er als Berater und Anwalt für die Ford Motor Company. Außerdem wurde er Präsident der Detroit-Vancouver Timber Co. Im Jahr 1924 war er Delegierter zur Democratic National Convention in New York, auf der John W. Davis als Präsidentschaftskandidat nominiert wurde. Alfred Lucking starb am 1. Dezember 1929 in Detroit.